# Hydroporus petrefactus
Hydroporus petrefactus là một loài bọ cánh cứng trong họ Bọ nước. Loài này được Weyenbergh miêu tả khoa học năm 1869.